# Kalinowo-Czosnowo (gromada)
Kalinowo-Czosnowo (początkowo Kalinowo Czosnowo, bez łącznika) – dawna gromada, czyli najmniejsza jednostka podziału terytorialnego Polskiej Rzeczypospolitej Ludowej w latach 1954–1972.
Gromady, z gromadzkimi radami narodowymi (GRN) jako organami władzy najniższego stopnia na wsi, funkcjonowały od reformy reorganizującej administrację wiejską przeprowadzonej jesienią 1954 do momentu ich zniesienia z dniem 1 stycznia 1973, tym samym wypierając organizację gminną w latach 1954–1972.
Gromadę Kalinowo Czosnowo z siedzibą GRN w Kalinowie Czosnowie utworzono – jako jedną z 8759 gromad – w powiecie wysokomazowieckim w woj. białostockim, na mocy uchwały nr 24/V WRN w Białymstoku z dnia 4 października 1954. W skład jednostki weszły obszary dotychczasowych gromad Kalinowo Czosnowo, Kalinowo Stare, Kalinowo Nowe, Kalinowo Solki, Buczyno Mikosy, Chojane Sierocięta, Chojane Stankowięta, Chojane Pawłowięta, Wróble i Zawrocie Nowiny ze zniesionej gminy Wysokie Mazowieckie oraz obszar dotychczasowej gromady Brzóski Gromki ze zniesionej gminy Szepietowo w tymże powiecie. Dla gromady ustalono 12 członków gromadzkiej rady narodowej.
31 grudnia 1959 gromadę Kalinowo-Czosnowo zniesiono, włączając ją do nowo utworzonej gromady Brzóski-Gromki.